# NGC 125
NGC 125 je galaksija u zviježđu Ribe.

## Vanjske poveznice
- SEDS: NGC 0125